# Gruppo V
Il Gruppo V (da "Visione") è stato un gruppo di artisti e operatori visuali italiano attivo tra il 1959 e il 1967, noto dal 1968 come Gruppo di ricerca cibernetica.

## Storia

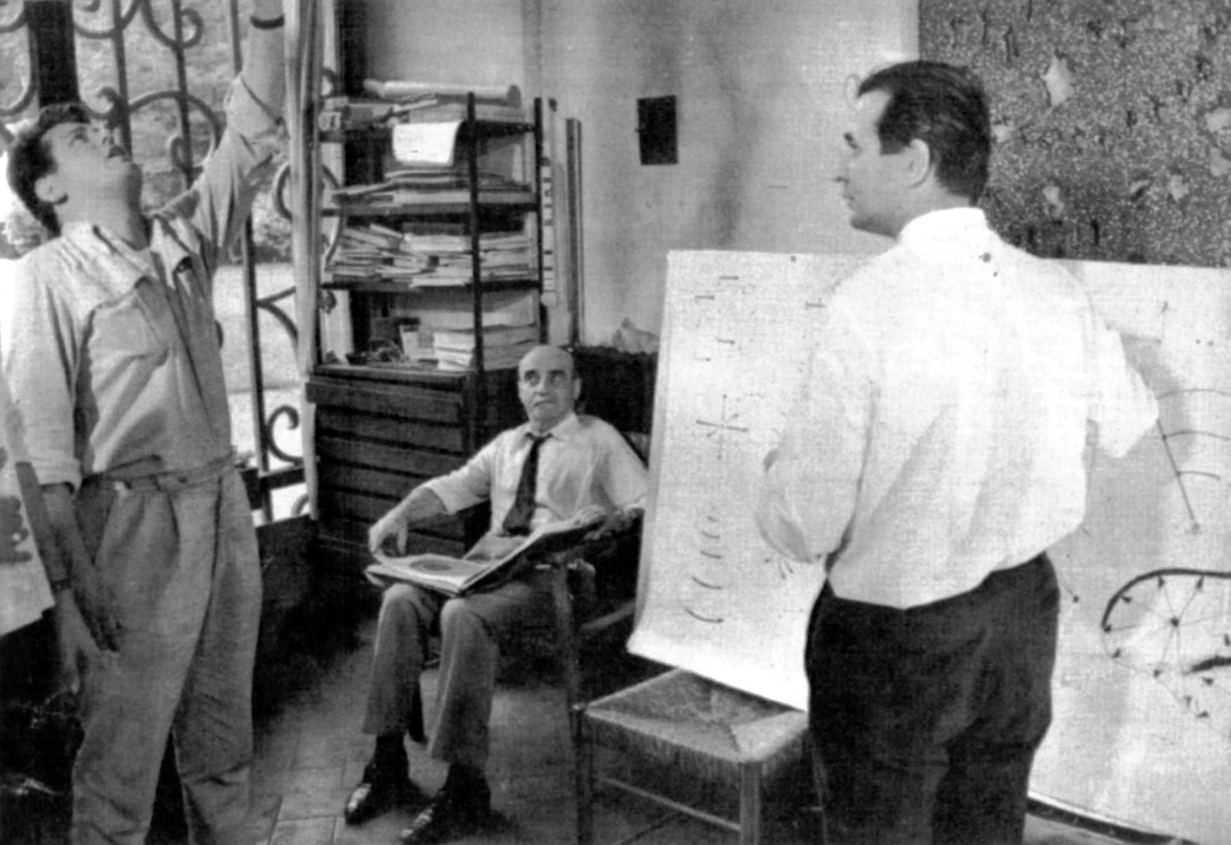
Silvio Ceccato (a sinistra) e Pino Parini (a destra) a Milano nel 1964 nello studio di Lucio Fontana (al centro).

Il gruppo era costituito da un nucleo di artisti riminesi interessati a vario titolo al rapporto tra arte e scienza, operanti in stretta collaborazione con il Centro di Cibernetica e di Attività Linguistiche dell'Università di Milano diretto da Silvio Ceccato. Nato su iniziativa del pittore Pino Parini e da lui coordinato, il gruppo coinvolse inizialmente nelle sue attività sperimentali i pittori Giulio Tedioli e Giorgio Scarpa, a cui seguirono Giorgio Benzi, Galliano Ricci e Mario Valentini, lo scultore Flavio Casadei, l'architetto Aldo Villani, l'ingegnere Antonio Valmaggi, Gerardo Filiberto Dasi e - per qualche tempo - Vittorio D'Augusta, Eugenio Lombardini ed Augusto Betti.
L'ambito di interesse e di attività di quelli che vennero definiti "pittori cibernetici riminesi" era rivolto allo studio dei processi mentali a fondamento della percezione visiva: ciò costituiva all'epoca un approccio innovativo nell'ambito dell'estetica e della stessa ricerca artistica, generando un connubio che avvicinava l'artista allo scienziato e lo scienziato al filosofo.
Il gruppo presentò la propria “dichiarazione di poetica”, sintesi dei presupposti teorici della ricerca, al XIII Convegno Internazionale Artisti, Critici e Studiosi d'Arte tenutosi a Rimini nel 1964, partecipando successivamente in prima persona a esposizioni collettive ad Avezzano ("Strutture di Visione" nel 1964), Milano ("Nuove ricerche visive in Italia" nel 1966), Zagabria ("Tendencija 3" nel 1965 e "Tendecije 4" nel 1968) ed una personale a Ferrara ("Gruppo V" nel 1974).
Nel 1968 il Gruppo V mutò la denominazione in Gruppo di ricerca cibernetica, assumendo di fatto l'impegno di rigorosa aderenza alle ricerche condotte dal gruppo di Ceccato sulle operazioni percettive.
Tale linea di ricerca - facente fulcro su quella che è definita "Scuola operativa italiana" - è tuttora condotta avanti dal Centro internazionale di didattica operativa attivo a Rimini, e dalla Società di cultura metodologica operativa a Milano.
L'attività del Gruppo V va inquadrata nel contesto del suo periodo storico, ricco di fermenti culturali e artistici in cui viene indagata la stessa nozione di arte da parte di gruppi sperimentali formati da operatori visuali attenti non solo al ruolo dell'artista ma anche a quello del fruitore: in tale clima creativo nascono Gruppo T a Milano, Gruppo N a Padova, Gruppo Uno, Sperimentale P e Gruppo Operativo R a Roma, Tempo 3 a Genova, Gruppo Atoma a Livorno ed altri similari.
La sua partecipazione al serrato dibattito artistico negli anni sessanta sul tema dell'arte programmata e cinetica è citata, durante gli anni di attività del gruppo, nella rivista Domus nn. 422-433 (1965) e nelle pubblicazioni Le arti oggi in Italia curata da Maurizio Fagiolo Dell'Arco (1966) e New art around the world: painting and sculpture di W. Grohmann e S. Hunter (1966). Essa è stata successivamente sottolineata nelle esposizioni "Arte in Italia 1960-1977" alla Galleria civica d'arte moderna di Torino (1977), "Linee della ricerca artistica in Italia 1960-1980" a Roma nel 1981, "Movement as a message" a Praga nel 2008 e nella pubblicazione A Little-Known Story about a Movement, a Magazine, and the Computer's Arrival in Art: New Tendencies and Bit International, 1961-1973 edita nel 2011.